# Міжнародний кримінальний трибунал
Міжнародний кримінальний трибунал — це інституція, що діє на постійній або тимчасовій основі та складається з незалежних суддів, покликана вирішувати спори на основі міжнародного кримінального права, приймати юридично обов'язкові рішення та забезпечити уникнення безкарності міжнародних злочинців. Міжнародні кримінальні трибунали є частиною системи міжнародного кримінального права та являють собою повноправних суб'єктів міжнародного публічного права. Ідея їх створення починається від часів Середньовіччя та знаходить найширший правовий розвиток на сьогодні в діяльності Міжнародного Кримінального Суду та утворенні Спеціального трибуналу за злочин агресії проти України.

## Поняття
Наразі не існує загальноприйнятого визначення терміну «міжнародний кримінальний трибунал». Поряд із ним існує також варіант — «міжнародний кримінальний суд» (не плутати з МКС), а також існує ширший описовий термін — «орган міжнародного кримінального правосуддя».
На підтримку саме терміну «трибунал» виступають деякі українські вчені, зокрема, д.ю.н., зав. кафедри загальноправових дисциплін та міжнародного права Одеського національного університету ім. І. І. Мечникова Є. Д. Стрельцова. Вона описує явище «трибуналізації міжнародного правопорядку», яке на її думку призводить до переходу від «моделі влади» до «моделі норми». Таким чином утверджується думка про те, що трибунал є, перш за все, інституцією в системі міжнародного кримінального права.

## Історія

### Середньовіччя
Перші кримінальні суди, характер яких можна назвати міжнародним, почали з'являтись ще у період Середньовіччя. Зразковим у цьому плані для когорти українських науковців вважається процес над командувачем німецьких військ французького походження Петером фон Гаґенбахом у 1474 році.

## Ознаки
Для міжнародного кримінального трибуналу як міжнародної інституції характерні певні ознаки. Себто це набір тих характеристик, що невіддільні від самого поняття «міжнародний кримінальний трибунал».

### Формальні ознаки
Форма міжнародного кримінального трибуналу вказує на його зовнішній прояв, який закріплений, як правило, в установчому документі трибуналу — статуті.

### Функціональні ознаки
Функцією міжнародного кримінального трибуналу вважається здатність унеможливити безкарність за міжнародні злочини. Це напряму пов'язано з юрисдикцією міжнародного кримінального трибуналу.

### Процесуальні ознаки
Іншою групою ознак, що властиві міжнародному кримінальному трибуналові, є процесуальні. Тобто йдеться про той набір заходів, що утворюють, змінюють чи скасовують певні правові норми щодо форми чи функції трибуналу. Процесуальні ознаки відмінні для кожного окремого випадку, позаяк на сьогоднішньому етапі трибунали (за винятком МКС) утворюються ad hoc. Відповідно, не існує чіткої процедури щодо установчих, модифікаційних чи скасувальних заходів щодо певних норм права.

## Правосуб'єктність у міжнародному публічному праві
Питання правосуб'єктності міжнародного кримінального трибуналу у міжнародному публічному праві пов'язане напряму із питанням правосуб'єктності іншого «похідного» суб'єкта міжнародно права — міжнародної організації. Оскільки трибунал у цьому випадку створюється державами-учасницями установчого документу, то[що?]

## Структура
Для міжнародного кримінального трибуналу характерною є певна структура органів всередині нього. Структура трибуналу відбиває його форму, проте обґрунтовується саме функціональним призначенням окремо взятого трибуналу. Проте на сьогодні існує сформоване уявлення про суд як інституцію міжнародного правосуддя, а відтак — можна окреслити певні органи, існування яких є обов'язковою, щоб подібна інституція була кваліфікована як міжнародний кримінальний трибунал.
1. ↑  Стрельцова, Євдокія Джонівна (2019). Уніфікація міжнародного права та її вплив на національне законодавство : монографія. Одеса: Видавничий дім «Гельветика». с. 522 с. ISBN 978-966-916-868-9.